# EBS (busvervoer)
EBS Public Transportation BV (kortweg: EBS) is een vervoersmaatschappij op het gebied van regionaal openbaar vervoer in Nederland.

## Geschiedenis
EBS werd in 2010 opgericht als onderdeel van de Israëlische Egged Group om te kunnen meedingen naar concessies in het Nederlandse openbaar vervoer. De naam EBS staat voor Egged Bus Systems, wat verwijst naar het moederbedrijf Egged. EBS startte op 11 december 2011 met busvervoer in de concessie Waterland, die tot dan werd uitgevoerd door Arriva. Hiervoor zijn bij Scania 211 bussen geleased.
In december 2013 werd officieel bekendgemaakt dat EBS in financiële problemen zat. Het bedrijf had een miscalculatie gedaan tijdens de aanbesteding voor de concessie Waterland. Vanwege de financiële problemen wil het bedrijf de dienstregeling vereenvoudigen zodat goedkoper kan worden gereden.
Op 20 december 2017 maakte de Metropoolregio Rotterdam Den Haag bekend dat EBS vanaf 9 december 2018 voor een periode van tien jaar het busvervoer op Voorne-Putten en in Rozenburg mag verzorgen.
Op 11 juli 2018 maakte de Metropoolregio Rotterdam Den Haag bekend dat EBS vanaf 25 augustus 2019 voor een periode van 11 en een half jaar het streekbusvervoer rondom Den Haag mag verzorgen. Vervoerder Connexxion heeft in augustus 2018 bij de MRDH officieel bezwaar gemaakt tegen de gunning van de concessie Haaglanden Streek aan EBS. De vervoerder wil dat de biedingen opnieuw beoordeeld worden. Als de juiste procedures zouden zijn gevolgd, had Connexxion de concessie gewoon gewonnen, meent de vervoerder. Op 23 januari 2019 trok Connexxion het bezwaar in. Eind augustus 2019 startte EBS met lijndiensten in de regio Westland-Haaglanden.
EBS heeft in september 2019 een boete gekregen van de Vervoerregio Amsterdam omdat in veel bussen de elektrische rolstoelplanken onvoldoende werkten. De elektrische rolstoelplanken werden vervangen door handbediende rolstoelplanken.
In 2022 verwierf EBS de concessie voor ov-busvervoer van 2023 tot 2035 in de regio IJssel-Vecht als opvolger van Keolis.
Op 23 juni 2022 werd bekend dat EBS deze aanbesteding Concessie Zaanstreek-Waterland (2024-2033) heeft gewonnen. Vervolgens werd op 5 augustus 2022 bekend dat er geen bezwaren waren ingediend, waarmee de gunning aan EBS definitief werd.

## Materieel
- In dienst - Alle voertuigen van een serie zijn in dienst bij EBS.
- Deels in dienst - Een deel van een serie is in dienst bij EBS.
- Uit dienst - De hele serie is uit dienst bij EBS.
- Nog niet in dienst - De serie is nog niet in dienst bij EBS.

|                            | Type                                 | Huisstijl           | Bouwjaar  | Aantal | Series | Inzet | Opmerkingen | Afbeelding |
| -------------------------- | ------------------------------------ | ------------------- | --------- | ------ | --- | --- | --- | ---------- |
|                            | Mercedes-Benz Citaro LE              | SnelRRReis          | 2014      | 1      | 73 | IJssel-Vecht (lijn 206)                                                                                      | Bus is niet van EBS, maar van Van Kooten. Ex Rettler (DE) HSK-TX 540 |            |
|                            | Mercedes-Benz Citaro G               | EBS                 | 2004      | 3      | 497-499 | Waterland (schoolbus)                                                                                        | Bussen zijn niet van EBS, maar van TCR. De bussen zijn de voormalige Arriva 7801-7803. De bussen werden gebruikt voor schoollijnen en rijden nu niet meer voor EBS. |            |
|                            | Mercedes-Benz Citaro G               | RRReis              | 2014      | 3      | 728-730 | IJssel-Vecht (lijnen 207 en 247)                                                                             | Bussen zijn niet van EBS, maar van Gebo Tours. 728 en 729 zijn ex Frisch (LU) EF 1208 en EF 1209. 730 is ex SMTC Nancy (FR) 3810. 729 is op 23 december 2024 afgebrand. |            |
|                            | Mercedes-Benz Citaro G               | RRReis              | 2014      | 1      | 731 | Treinvervangend vervoer                                                                                      | Bussen zijn niet van EBS, maar van Gebo Tours. Ex Emile Weber (LU). |            |
|                            | Mercedes-Benz Citaro G               | RRReis              | 2014      | 1      | 732 | Treinvervangend vervoer                                                                                      | Bussen zijn niet van EBS, maar van Gebo Tours. Ex Emile Weber (LU). |            |
|                            | VDL Citea SLE-129                    | RRReis              | 2015      | 1      | 816 | IJssel-Vecht (lijnen 150 en 612)                                                                             | Bus is niet van EBS, maar van BusiNext. Ex Transdev Mälardalen, Västerås (SE) 13701 |            |
| Mercedes-Benz Citaro LE MÜ | RRReis                               | 2015                | 1         | 827    | IJssel-Vecht (lijnen 150 en 612) | Bus is niet van EBS, maar van BusiNext.                                                                      | |            |
|                            | Scania OmniLink G                    | R-net / RRReis      | 2011      | 25     | 1001-1025 | Waterland (R-net), IJssel-Vecht                                                                              | Werden ook ingezet op de scholierenlijnen 610 en 614. |            |
|                            | VDL Citea SLFA-181 Electric          | R-net               | 2018      | 10     | 1030-1039 | Waterland (R-net lijn 316)                                                                                   | 1039 is op 25 januari 2019 getroffen door een brand in de motorruimte tijdens het laden in Edam. In 2020 is deze bus hersteld en weer in dienst genomen. Naar Connexxion als 9490-9499. |            |
|                            | Mercedes-Benz Citaro C2 G NGT Hybrid | R-net               | 2019      | 1      | 1101 | Haaglanden Streek (R-net lijn 455)                                                                           | |            |
|                            | Mercedes-Benz Citaro C2 G NGT Hybrid | MRDH                | 2019      | 9      | 1102-1110 | Haaglanden Streek                                                                                            | 1102-1104 hadden eerst de R-net huisstijl. |            |
|                            | BYD K9UB                             | RRReis              | 2020      | 167    | 2001-2005, 2007-2025, 2027-2033, 2035-2040, 2042-2045, 2047-2056, 2059-2067, 2069-2072, 2074-2088, 2090-2094, 2096-2100, 2102-2105, 2107-2131, 2133-2136, 2138-2141, 2143-2147, 2149-2168, 2170, 2172-2182, 2184, 2186-2188 | IJssel-Vecht (Stadsdiensten Apeldoorn, Deventer, Harderwijk en streeklijnen)                                 | Overgenomen van Keolis. 36 bussen hebben sinds februari 2023 de 27xx-nummering. 2019, 2064, 2074 en 2182 zijn op een later moment overgenomen dan de rest van de serie. |            |
|                            | BYD K9UB                             | RRReis              | 2020      | 18     | 2201-2218 | IJssel-Vecht (Stadsdienst Zwolle)                                                                            | Overgenomen van Keolis |            |
|                            | BYD K9UE                             | ComfortRRReis       | 2020      | 40     | 2301-2340 | IJssel-Vecht                                                                                                 | Overgenomen van Keolis |            |
|                            | BYD K7U                              | RRReis              | 2021      | 6      | 2401-2406 | IJssel-Vecht                                                                                                 | Overgenomen van Keolis |            |
|                            | BYD K7U                              | M.net               | 2021      | 7      | 2407-2413 | Zaanstreek-Waterland                                                                                         | Overgenomen van Keolis. Deze bussen hadden eerst de RRReis huisstijl. |            |
|                            | Ebusco 3.0 LE 12m                    | RRReis              | 2025      | 31     | 2501-2531 | IJssel-Vecht                                                                                                 | Waren oorspronkelijk voor Qbuzz bedoeld. |            |
|                            | Mercedes-Benz CapaCity               | RRReis              | 2017      | 8      | 2601-2608 | IJssel-Vecht (lijnen 7 en 9 in Zwolle en streeklijnen 70 en 270)                                             | Overgenomen van Keolis |            |
|                            | BYD K9                               | SnelRRReis          | 2020      | 36     | 2701-2736 | IJssel-Vecht                                                                                                 | Overgenomen van Keolis. Ex 2005, 2009, 2011, 2020, 2023, 2032, 2036, 2042, 2044, 2065, 2067, 2079, 2083, 2086, 2090, 2091, 2099, 2102, 2119, 2121, 2123, 2130, 2131, 2145, 2146, 2149, 2150, 2152, 2153, 2156, 2160, 2161, 2162, 2175, 2179 en 2186 |            |
|                            | Scania-Higer A30                     | R-net               | 2011      | 47     | 3001-3047 | Waterland (R-net Bizzliner en scholierenlijnen)                                                              | Verhuurd aan de firma Oostenrijk. Enkele bussen zijn geëxporteerd naar Polen. |            |
|                            | Scania OmniLink 12.8 meter           | R-net / RRReis      | 2011      | 103    | 4001-4103 | Waterland (R-net), IJssel-Vecht                                                                              | De 4001, 4002 en 4089 zijn overgenomen door Arriva. De 4004, 4005, 4017 en 4036 hebben tijdelijk bij het GVB gereden. |            |
|                            | VDL Citea LLE-120                    | BVG                 | 2017      | 24     | 4106-4129 | Zaanstreek-Waterland                                                                                         | Ex-BVG, in Berlijnse gele huisstijl, tijdelijk in afwachting van VDL's elektrische bussen. Na de instroom van die bussen zijn de 4108, 4110, 4112, 4113, 4115, 4116, 4118, 4120, 4122, 4123 en 4125-4129 naar Arriva Limburg verhuisd als 1118-1125 (BusiNext 832-839), 1140-1145 (Kupers 433-438) en 5093 (Kupers 432). Daarnaast zijn de 4106, 4107, 4109, 4111, 4114, 4117 en 4119 naar Arriva Brabant verhuisd als 1901-1907. |            |
|                            | VDL Berkhof Ambassador ALE-120       | R-net               | 2010      | 25     | 4130-4154 | Zaanstreek-Waterland                                                                                         | Ex-Connexxion Zaanstreek. 4131-4133 Connexxion groen en de rest in R-net huisstijl, reden tijdelijk in afwachting van VDL's elektrische bussen |            |
|                            | VDL Citea LLE-120                    | RRReis              | 2013      | 40     | 4158-4197 | IJssel-Vecht                                                                                                 | Ex-Syntus Twente. Rode Twents huisstijl maar zonder Twents Ros, tijdelijk in afwachting van Ebusco's elektrische bussen. |            |
|                            | VDL Citea LE-122                     | M.net               | 2023/2024 | 60     | 4201-4260 | Zaanstreek-Waterland                                                                                         | |            |
|                            | Mercedes-Benz Sprinter               | MRDH                | 2019      | 7      | 4227, 4233-4238 | Haaglanden Streek                                                                                            | Tijdelijke busjes voor de Delfthopper en lijnen 34, 42, 53 en 284. Deze bussen zijn eigendom van Noot. |            |
|                            | VDL Citea LE-135                     | R-net               | 2024      | 96     | 4301-4396 | Zaanstreek-Waterland (R-net)                                                                                 | |            |
|                            | VDL Citea LE-135                     | M.net               | 2024      | 37     | 4401-4437 | Zaanstreek-Waterland                                                                                         | |            |
|                            | Scania OmniLink                      | EBS                 | 2011      | 33     | 5001-5013, 5015-5034 | Waterland | De 5001, 5008, 5009, 5013, 5014, 5019, 5026, 5027, 5030-5034 reden tussen december 2016 en 2020 bij Arriva. De 5035 en 5036 zijn overgespoten in R-net kleuren. Deze bussen werden ook ingezet op scholierenlijn 611. |            |
|                            | Scania OmniLink                      | R-net               | 2011      | 3      | 5014, 5035, 5036 | Waterland (R-net)                                                                                            | Deze bussen hadden eerst de EBS huisstijl. |            |
|                            | Scania Citywide LE CNG 14.9 meter    | R-net               | 2018      | 6      | 5040-5045 | Voorne-Putten en Rozenburg(R-net lijnen 403 en 404)                                                          | Ex 2001-2006. |            |
|                            | Scania Citywide LE CNG 14.9 meter    | R-net               | 2018      | 4      | 5046-5049 | Voorne-Putten en Rozenburg (R-net lijnen 403 en 404)                                                         | Ex 2007-2010. Deze bussen hadden eerst de MRDH huisstijl. |            |
|                            | Iveco Crossway LE Biogas             | R-net               | 2018      | 19     | 5050-5068 | Voorne-Putten en Rozenburg, Haaglanden Streek (R-net)                                                        | Bussen rijden afwisselend vanuit Haaglanden Streek of Voorne-Putten en Rozenburg. 5066 is na een aanrijding terzijde gesteld. |            |
|                            | Iveco Crossway LE Biogas             | MRDH                | 2018      | 24     | 5069-5092 | Voorne-Putten en Rozenburg                                                                                   | 5069-5072 hadden eerst de R-net huisstijl. |            |
|                            | Mercedes-Benz Citaro C2 NGT Hybrid   | R-net               | 2019      | 25     | 5101-5125 | Haaglanden Streek (R-net lijnen 455 en 456)                                                                  | 5119-5125 hadden eerst de MRDH huisstijl. |            |
|                            | Mercedes-Benz Citaro C2 NGT Hybrid   | MRDH                | 2019      | 54     | 5126-5179 | Haaglanden Streek, Voorne-Putten en Rozenburg                                                                | 5126-5141 hebben een andere vloer vanwege een mogelijke ombouw tot R-net. Bussen rijden afwisselend vanuit Haaglanden Streek of Voorne-Putten en Rozenburg. |            |
|                            | Mercedes-Benz Citaro C2 NGT Hybrid   | MRDH                | 2019      | 4      | 5180-5183 | Haaglanden Streek, Voorne-Putten en Rozenburg                                                                | Bussen hebben bagagerekken boven de stoelen. Bussen rijden afwisselend vanuit Haaglanden Streek of Voorne-Putten en Rozenburg. |            |
|                            | BYD B12                              | R-net               | 2025      | 21     | 5201-5221 | Haaglanden Streek                                                                                            | |            |
|                            | BYD B12                              | MRDH                | 2025      | 22     | 5222-5243 | Haaglanden Streek                                                                                            | |            |
|                            | VDL Citea LLE-99 Electric            | MRDH                | 2019      | 23     | 6001-6023 | Haaglanden Streek (stadsdiensten Delft en Zoetermeer)                                                        | Worden 's avonds op zondag ook ingezet op lijn 51. Op lijn 69 rijden ze alleen 's avonds. |            |
|                            | MAN Lion's City CNG A21              | MRDH                | 2011      | 10     | 6766-6775 | Haaglanden Streek                                                                                            | Voorheen Connexxion 6766-6775, daarvoor HTM 1116-1120, 1130, 1132-1135. De 6767, 6768, 6769 en 6772 zijn sinds medio 2020 terug naar de HTM gegaan. 6766, 6771 en de 6773-6775 zijn in augustus 2023 naar Womy gegaan. |            |
|                            | Mercedes-Benz Sprinter City          | EBS                 | 2011      | 7      | 8001-8007 | Waterland | De 8003, 8005 en 8006 zijn verkocht aan Connexxion. |            |
|                            | Volkswagen-Kutsenits City IL         | BuurtRRReis         | 2011      | 3      | 9001-9003 | IJssel-Vecht (buurtbus)                                                                                      | Deze bussen hadden eerst de EBS huisstijl. |            |
|                            | Mercedes-Benz Sprinter               | MRDH                | 2015      | 1      | 9004 | Waterland (buurtbus)                                                                                         | Deze bus had eerst de EBS huisstijl en is niet van EBS, maar van Noot. |            |
|                            | Tribus Civitas                       | MRDH                | 2018      | 1      | 9005 | Voorne-Putten en Rozenburg (reservebus)                                                                      | Gebaseerd op de Mercedes-Benz Sprinter tweede generatie. Ex Arriva 6487. |            |
|                            | Tribus Civitas                       | MRDH                | 2017      | 1      | 9006 | Haaglanden Streek (reservebus)                                                                               | Gebaseerd op de Mercedes-Benz Sprinter tweede generatie. Ex Arriva 6486. |            |
|                            | Tribus Civitas                       | BuurtRRReis         | 2017      | 1      | 9007 | IJssel-Vecht (buurtbus)                                                                                      | Gebaseerd op de Mercedes-Benz Sprinter tweede generatie. Ex Arriva 6485. |            |
|                            | Tribus Civitas                       | M.net               | 2017      | 2      | 9008, 9009 | Zaanstreek-Waterland (reservebus)                                                                            | Gebaseerd op de Mercedes-Benz Sprinter tweede generatie. Ex Arriva 6483 en 6484. |            |
|                            | VDL Midcity                          | MRDH                | 2018      | 3      | 9011-9013 | Voorne-Putten en Rozenburg (buurtbus Brielle & Maasvlaktehopper)                                             | Gebaseerd op de Mercedes-Benz Sprinter tweede generatie. |            |
|                            | VDL Midcity                          | MRDH                | 2019      | 5      | 9014-9018 | Voorne-Putten en Rozenburg (Spijkhopper)                                                                     | Gebaseerd op de Mercedes-Benz Sprinter derde generatie. |            |
|                            | Mercedes-Benz Sprinter               | MRDH                | 2018      | 2      | 9021-9022 | Voorne-Putten en Rozenburg (Maasvlaktehopper)                                                                | Deze bussen zijn geen eigendom van EBS maar van Noot. |            |
|                            | VDL MidCity Electric                 | M.net               | 2018      | 8      | 9101-9108 | Zaanstreek-Waterland (lijn 67)                                                                               | Waren oorspronkelijk bedoeld voor Connexxion, maar daar hebben ze nooit gereden. |            |
|                            | VDL Midcity                          | MRDH                | 2019      | 7      | 9201-9207 | Voorne-Putten en Rozenburg & Haaglanden Streek (lijn 91 (Hellevoetsluis), buurtbus Pijnacker en Delfthopper) | Gebaseerd op de Mercedes-Benz Sprinter derde generatie. 9201 en 9202 rijden in Voorne-Putten en Rozenburg en de 9203-9207 in Haaglanden Streek. |            |
|                            | Tribus Civitas                       | BuurtRRReis         | 2022      | 40     | 9300-9339 | IJssel-Vecht                                                                                                 | Gebaseerd op de Volkswagen Crafter. 9332 is na een aanrijding gesloopt. |            |
|                            | Tribus Civitas                       | BuurtRRReis         | 2023      | 7      | 9340-9346 | IJssel-Vecht                                                                                                 | Gebaseerd op de Volkswagen Crafter. |            |
|                            | Tribus Civitas                       | M.net               | 2023      | 3      | 9347-9349 | Zaanstreek-Waterland (buurtbus)                                                                              | Gebaseerd op de Volkswagen Crafter. |            |
|                            | Tribus Civitas                       | M.net               | 2023      | 4      | 9350-9353 | Zaanstreek-Waterland (buurtbus)                                                                              | Gebaseerd op de MAN TGE. |            |
|                            | Tribus Civitas                       | BuurtRRReis         | 2024      | 1      | 9354 | IJssel-Vecht                                                                                                 | Gebaseerd op de Volkswagen Crafter. |            |
|                            | Mercedes-Benz Vito                   | MRDH                | 2019      | 1      | XV-283-H | Voorne-Putten en Rozenburg (Maasvlaktehopper)                                                                | Extra bus, deze is niet van EBS, maar van Noot. |            |
|                            | BYD B12                              | Reizen door Zeeland | 2025      | n.n.b. | n.n.b. | Zeeland | |            |
|                            | Tribus Civitas                       | Reizen door Zeeland | 2024      | 24     | n.n.b. | Zeeland (buurtbus)                                                                                           | Gebaseerd op de Volkswagen Crafter. Ex Connexxion 7272-7295. |            |

## Buslijnen
Onderstaande buslijnen geldt vanaf 15 december 2024.

### Zaanstreek-Waterland
| Lijnnr. | Soort lijn                      | Van                                      | Naar                                    | Via | Opmerkingen |
| ------- | ------------------------------- | ---------------------------------------- | --------------------------------------- | --- | --- |
| 63      | M.net Streekbus                 | Zaandam, Station                         | Assendelft, Festina Lente               | Koog aan de Zaan, Westzaan                                                                                       | |
| 64      | M.net Streekbus                 | Zaandijk, Oud Heinstraat                 | Zaandam, Fonteinkruidweg                | Koog aan de Zaan, Station Zaandam                                                                                | Vanaf circa 19:30 uur zijn de ritten richting Kogerveld geknipt bij station Zaandam.                                                                                                   |
| 65      | M.net Streekbus                 | Beverwijk, Station                       | Zaandam, De Vlinder                     | Nauerna, Westzaan, Station Zaandam, Zaans Medisch Centrum                                                        | |
| 67      | M.net Streekbus                 | Zaandam, Station                         | Purmerend, Tramplein                    | Koog aan de Zaan, Wormerveer, Wormer, Jisp, Neck                                                                 | |
| 68      | M.net Stadsbus (Assendelft)     | Assendelft, Station Krommenie-Assendelft | Assendelft, Noorderveenweg              | | Rijdt enkel in de avonduren en op zondag omdat buurtbus 456 dan niet rijdt. |
| 69      | M.net Streekbus                 | Assendelft, Station Krommenie-Assendelft | Zaandam, Station                        | Krommenie, Wormerveer, Zaanse Schans, 't Kalf, Kogerveld, Zaans Medisch Centrum                                  | |
| 100     | M.net Streekbus                 | Amsterdam, Station Noord                 | Edam, Busstation                        | Schouw, Watergang, Ilpendam, Purmerend                                                                           | In de spits beperkt naar De Rijp. Edam wordt alleen van maandag t/m vrijdag overdag bediend.                                                                                           |
| 101     | M.net Stadsbus (Purmerend)      | Purmerend, Korenstraat                   | Purmerend, Korenstraat                  | Purmer-Noord, Purmer-Zuid, Weidevenne, Busstation Tramplein, Overwhere, Station Purmerend Overwhere, Baanstee    | Ringlijn in één richting, tegengesteld aan lijn 102. |
| 102     | M.net Stadsbus (Purmerend)      | Purmerend, Korenstraat                   | Purmerend, Korenstraat                  | De Baanstee, Station Purmerend Overwhere, Overwhere, Busstation Tramplein, Weidevenne, Purmer-Zuid, Purmer-Noord | Ringlijn in één richting, tegengesteld aan lijn 101. |
| 103     | M.net Streekbus                 | Amsterdam, Station Sloterdijk            | Monnickendam, Swaensborch               | Molenwijk, Landsmeer, Den Ilp, Purmerland, Purmerend, De Purmer                                                  | |
| 104     | M.net Streekbus                 | Amsterdam, Station Noord                 | Purmerend, Korenstraat                  | Schouw, Watergang, Ilpendam                                                                                      | |
| 110     | M.net Streekbus                 | Amsterdam, Station Noord                 | Purmerend, Tramplein                    | Schouw, Broek in Waterland, Monnickendam, Katwoude, Volendam, Edam                                               | |
| 111     | M.net Streekbus                 | Zaandam, Station                         | Marken, Minneweg                        | Oostzaan, Amsterdam, Station Noord, Schouw, Broek in Waterland, Monnickendam, Zuiderwoude                        | |
| 112     | M.net Streekbus                 | Amsterdam, Station Noord                 | Edam, Busstation                        | Schouw, Broek in Waterland, Monnickendam, Katwoude, Volendam                                                     | |
| 119     | M.net Streekbus                 | Amsterdam, Station Noord                 | Landsmeer, Vogelwikkestraat             | | |
| 272     | M.net Spitsbus                  | Purmerend, Korenstraat                   | Amsterdam, IBM                          | Ilpendam, Watergang, Schouw, Station Amsterdam Sloterdijk                                                        | |
| 276     | M.net Spitsbus                  | Amsterdam, Station Holendrecht           | Purmerend, P+R N244                     | Diemen, Schouw, Watergang, Ilpendam                                                                              | |
| 277     | M.net Spitsbus                  | Amsterdam, Station Holendrecht           | Purmerend, Korenstraat                  | Diemen, Schouw, Watergang, Ilpendam                                                                              | |
| 278     | M.net Spitsbus                  | Amsterdam, Station Holendrecht           | Volendam, Zeddeweg                      | Diemen, Schouw, Broek in Waterland, Monnickendam, Edam                                                           | |
| 305     | R-net                           | Amsterdam, Centraal Station              | De Rijp, Wollandje                      | Schouw, Watergang, Ilpendam, Purmerend, Middenbeemster                                                           | |
| 306     | R-net                           | Amsterdam, Station Noord                 | Purmerend, Martin Luther Kingweg        | Schouw, Ilpendam                                                                                                 | |
| 307     | R-net                           | Amsterdam, Station Noord                 | Purmerend, Korenstraat                  | Schouw, Ilpendam                                                                                                 | |
| 308     | R-net                           | Amsterdam, Station Noord                 | Purmerend, Neckerstraat                 | Schouw, Ilpendam                                                                                                 | |
| 314     | R-net                           | Amsterdam, Centraal Station              | Hoorn, Station                          | Schouw, Broek in Waterland, Monnickendam, Katwoude, Edam, Oosthuizen, Scharwoude                                 | |
| 315     | R-net                           | Amsterdam, Station Noord                 | Monnickendam, Swaensborch               | Schouw, Broek in Waterland                                                                                       | |
| 316     | R-net                           | Amsterdam, Centraal Station              | Edam, Busstation                        | Schouw, Broek in Waterland, Monnickendam, Volendam                                                               | |
| 370     | R-net                           | Amsterdam, Station Holendrecht           | Purmerend, Tramplein                    | Diemen, Schouw, Watergang, Ilpendam                                                                              | |
| 391     | R-net                           | Amsterdam, Centraal Station              | Zaandam, Zaanse Schans                  | Zaandam-Zuid, Kogerveld, 't Kalf                                                                                 | |
| 394     | R-net                           | Amsterdam, Station Noorderpark           | Zaandam, Station                        | Zaandam-Zuid | |
| 395     | R-net                           | Amsterdam, Station Sloterdijk            | Zaandam, Zaans Medisch Centrum          | De Vlinder | |
| 413     | M.net Buurtbus Zeevang          | Purmerend, Tramplein                     | Beets, Nederlands Hervormde Kerk        | Middelie/Kwadijk, Hobrede, Oosthuizen, Warder, Schardam                                                          | Afwisselend via Hobrede of Middelie. Beperkt naar Beets. Rijdt niet 's avonds en op zondag.                                                                                            |
| 414     | M.net Buurtbus Zaanstreek-Noord | Krommeniedijk, Woudpolderweg             | Oostknollendam, Toldeurkering           | Krommenie, Wormerveer, Wormer                                                                                    | Rijdt niet 's avonds en op zondag. |
| 416     | M.net Buurtbus Beemster         | Purmerend, Dijklander Ziekenhuis         | De Rijp, Wollandje                      | Zuidoostbeemster, Beemster, Middenbeemster, Westbeemster                                                         | Reizigers die bij de halte Kerkplein willen instappen moeten dat uiterlijk 15 minuten voor vertrek telefonisch doorgeven aan de buurtbusvereniging. Rijdt niet 's avonds en op zondag. |
| 419     | M.net Buurtbus Waterland        | Ilpendam, Dorpshuis                      | Broek in Waterland, Eilandweg           | Overleek, Monnickendam, Uitdam, Zuiderwoude                                                                      | De laatste rit vanuit Broek in Waterland rijdt tot de Grote Kerk in Monnickendam en rijdt niet via Monnickendam-Centrum. Rijdt niet 's avonds en op zondag.                            |
| 456     | M.net Buurtbus Zaanstreek-Zuid  | Assendelft, Station Krommenie-Assendelft | Zaandam, Station                        | Nauerna, Westzaan                                                                                                | Rijdt niet 's avonds en op zondag. |
| 610     | M.net Scholierenlijn            | Marken, Minneweg                         | Volendam, Zeddeweg                      | Zuiderwoude, Monnickendam, Katwoude                                                                              | In de ochtendspits wordt naar Volendam gereden en in de middagspits naar Marken. |
| 614     | M.net Scholierenlijn            | Monnickendam / Volendam                  | Hoorn, Oscar Romero                     | Edam, Oosthuizen, Scharwoude                                                                                     | |
| 800     | M.net Toeristenlijn             | Amsterdam, Centraal Station              | Amsterdam, Centraal Station             | Zaanse Schans → Edam → Volendam → Katwoude                                                                       | Toeristenringlijn in één richting, tegengesteld aan lijn 801. |
| 801     | M.net Toeristenlijn             | Amsterdam, Centraal Station              | Amsterdam, Centraal Station             | Katwoude → Volendam → Edam → Zaanse Schans                                                                       | Toeristenringlijn in één richting, tegengesteld aan lijn 800. |
| N06     | M.net Nachtlijn                 | Amsterdam, Centraal Station              | Purmerend, Martin Luther Kingweg        | Schouw, Watergang, Ilpendam, Busstation Tramplein                                                                | |
| N07     | M.net Nachtlijn                 | Amsterdam, Centraal Station              | Purmerend, Korenstraat                  | Schouw, Watergang, Ilpendam                                                                                      | |
| N11     | M.net Nachtlijn                 | Amsterdam, Centraal Station              | Marken, Minneweg                        | Schouw, Broek in Waterland, Monnickendam, Zuiderwoude                                                            | |
| N14     | M.net Nachtlijn                 | Amsterdam, Centraal Station              | Hoorn, Station                          | Schouw, Broek in Waterland, Monnickendam, Katwoude, Edam, Oosthuizen, Scharwoude                                 | |
| N19     | M.net Nachtlijn                 | Amsterdam, Centraal Station              | Zaandam, Station                        | Landsmeer, Oostzaan                                                                                              | |
| N94     | M.net Nachtlijn                 | Amsterdam, Centraal Station              | Krommenie, Station Krommenie-Assendelft | Zaandam, Koog aan de Zaan, Zaandijk, Wormerveer                                                                  | |

### Voorne-Putten en Rozenburg
| Lijnnr. | Soort lijn                | Van                                    | Naar                                      | Via | Opmerkingen |
| ------- | ------------------------- | -------------------------------------- | ----------------------------------------- | --- | --- |
| 84      | Stadsbus (Spijkenisse)    | Metro Centrum                          | Maaswijk                                  | Schenkel                                                                                               | De lusroute door Maaswijk wordt elke dag tot 12:00 uur tegen de klok in gereden. Na 12:00 uur wordt er met de klok mee gereden.                                                                          |
| 87      | Stadsbus (Spijkenisse)    | Bedrijventerrein Halfweg               | De Akkers                                 | Schiekamp, Hoogwerf, Centrum, Metro Centrum, Groenenwoud, Waterland                                    | |
| 91      | Stadsbus (Hellevoetsluis) | Hellevoetsluis, Winkelcentrum          | Oudenhoorn, Julianastraat                 | Amnesty Internationallaan, Den Bonsen Hoek, Kickersbloem                                               | Rijdt beperkt via Voltaweg. |
| 102     | Streekbus                 | Schiedam, Station Centrum              | Rockanje, Alardusdreef                    | Brielle, Oostvoorne                                                                                    | Rijdt niet 's avonds en in het weekend. Tijdens de daluren wordt alleen tussen Schiedam Centrum en Brielle Busstation Rugge gereden. In de ochtendspits zijn de ritten naar Rockanje geknipt in Brielle. |
| 105     | Streekbus                 | Schiedam, Station Centrum              | Spijkenisse, Metro Centrum                | Rozenburg, Botlek                                                                                      | Rijdt niet 's avonds en in het weekend. |
| 106     | Streekbus                 | Rozenburg, Professor Gerbrandyweg      | Spijkenisse, Metro Centrum                | Brielle, Hellevoetsluis, Oudenhoorn, Zuidland, Simonshaven, Hekelingen, Spijkenisse Metro Heemraadlaan | Rijdt niet 's avonds. |
| 107     | Belbus Abbenbroek         | Oudenhoorn                             | Geervliet                                 | Zuidland, Abbenbroek, Heenvliet                                                                        | Rijdt niet 's avonds en op zondag. |
| 115     | Streekbus                 | Spijkenisse, Metro Centrum             | Rozenburg, Noordererf                     | Botlek                                                                                                 | Rijdt alleen 's avonds en in het weekend. |
| 116     | Streekbus                 | Zuidland, Harregat                     | Spijkenisse, Metro Centrum                | Simonshaven, Hekelingen, Spijkenisse Metro Heemraadlaan                                                | Rijdt buiten de vakanties niet in de spitsuren. |
| 192     | Buurtbus Voorne           | Vierpolders, 't Dijckhuis              | Brielle, Busstation Rugge                 | | Rijdt niet 's avonds en in het weekend. |
| 204     | Spitsbus                  | Spijkenisse, Metro Centrum             | Hellevoetsluis, Amnesty Internationallaan | Geervliet, Heenvliet, Kickersbloem, Den Bonsen Hoek                                                    | |
| 205     | Spitsbus                  | Spijkenisse, Metro Centrum             | Rozenburg, Volgerweg                      | Botlek                                                                                                 | Is te Rozenburg gekoppeld aan lijn 105. |
| 281     | Spitsbus (Spijkenisse)    | Spijkenisse, Metro Centrum             | De Elementen                              | | |
| 285     | Spitsbus (Spijkenisse)    | Spijkenisse, Metro Centrum             | Hekelingen, Dorpsstraat                   | Centrum, De Hoek, Vogelenzang, Vriesland                                                               | |
| 403     | R-net                     | Rockanje, Alardusdreef                 | Spijkenisse, Metro Centrum                | Oostvoorne, Brielle, Vierpolders, Zwartewaal, Heenvliet, Geervliet                                     | Rijdt een lagere frequentie tussen Brielle en Rockanje en is daar gekoppeld aan lijn 404. |
| 404     | R-net                     | Rockanje, Dorpsplein                   | Spijkenisse, Metro Centrum                | Hellevoetsluis, Heenvliet, Geervliet                                                                   | Rijdt een lagere frequentie tussen Hellevoetsluis en Rockanje en is daar gekoppeld aan lijn 403. |
| 902     | Spijkhopper (belbus)      | Spijkenisse Metro Centrum/Metro Akkers | Spijkenisse Noord/Hekelingen              | | |
| 903     | Maasvlaktehopper (belbus) | Maasvlakte, Antarcticaweg              | Maassluis, Metro Centrum                  | Europoort, Oostvoorne, Brielle Busstation Rugge                                                        | |

### Haaglanden Streek
| Lijnnr. | Soort lijn            | Van                        | Naar                                         | Via | Opmerkingen |
| ------- | --------------------- | -------------------------- | -------------------------------------------- | --- | --- |
| 30      | Streekbus             | Zoetermeer, Centrum-West   | Naaldwijk, Busstation                        | Voorweg, Leidschenveen, Ypenburg (Station), Rijswijk (Station), Wateringen, Kwintsheul, Honselersdijk | |
| 31      | Streekbus             | Den Haag, Leyenburg        | Hoek van Holland, Station Haven              | Monster, 's-Gravenzande | In de spitsuren rijdt de helft van het aantal ritten enkel tussen Den Haag en 's-Gravenzande.                                |
| 33      | Streekbus             | Delft, Station             | Maassluis, Station Centrum                   | Den Hoorn, Schipluiden, Maasland Viaduct | Van maandag tot en met zaterdag overdag is lijn 33 in Maassluis gekoppeld aan lijn 34.                                       |
| 34      | Streekbus             | Monster, Emmaplein         | Maassluis, Station Centrum                   | Naaldwijk, Maasdijk | Alle ritten zijn in Maassluis gekoppeld aan lijn 33. Rijdt niet 's avonds en op zondag.                                      |
| 37      | Streekbus             | Den Haag, Leyenburg        | Delft, Station                               | Wateringse Veld, Harnaschpolder, Den Hoorn, Buitenhof, Reinier de Graaf Gasthuis | |
| 43      | Streekbus             | Den Haag, Centraal Station | Leiden, Centraal Station                     | Bezuidenhout, Marlot, Wassenaar (De Kieviet, van Oldenbarneveltweg, Maaldrift), Haagse Schouw, Universiteit Leiden | |
| 44      | Streekbus             | Den Haag, Centraal Station | Wassenaar, Park Duinrell                     | Bezuidenhout, Marlot, Wassenaar (De Kieviet, van Oldenbarneveltweg) | Rijdt niet na 19:30 (werkdagen) of 18:30 (weekend).                                                                          |
| 45      | Streekbus             | Den Haag, Centraal Station | Leiden, Centraal Station                     | Beatrixkwartier/Bezuidenhout, Voorburg (Station, Station Leidschendam-Voorburg), GGZ Rivierduinen, Voorschoten, Station Leiden Lammenschans                                                                           | |
| 46      | Streekbus             | Den Haag, Centraal Station | Wassenaar, Park Duinrell                     | Beatrixkwartier/Bezuidenhout, Voorburg (Station, Station Leidschendam-Voorburg), Leidschendam (HMC Antoniushove, Mall of the Netherlands, GGZ Rivierduinen), Voorschoten (Station), Wassenaar (Van Oldenbarneveltweg) | Rijdt niet na 19:30 (werkdagen) of 18:30 (weekend).                                                                          |
| 51      | Streekbus             | Rijswijk, Station          | Den Haag, Grote Markt                        | Haagse Markt | 's Avonds en op zondag is lijn 51 in Rijswijk gekoppeld aan lijn 61.                                                         |
| 53      | Spitsbus              | Delft, Station             | Rijswijk, Station                            | 't Haantje | |
| 60      | Stadsbus (Delft)      | Delft, Station             | Nootdorp, Metrostation                       | Zuidpoort, Botanische Tuin, Bomenwijk, GGZ Delfland, Defensie, De Bras, Nootdorp Centrum, Station Den Haag Ypenburg                                                                                                   | |
| 61      | Stadsbus (Delft)      | Delft, Station             | Rijswijk, Station                            | Hof van Delft, Hoornse Hof, Kuyperwijk, Rijswijk Buiten, Rijswijk Muziekbuurt | 's Avonds en op zondag is lijn 61 in Rijswijk gekoppeld aan lijn 51.                                                         |
| 62      | Stadsbus (Delft)      | Delft, Station             | Delfgauw, Ruyven                             | Zuidpoort, Wippolder, Emerald | |
| 63      | Stadsbus (Delft)      | Delft, Station             | Camping                                      | Zuidpoort, Botanische Tuin, PoortCenter, IKEA, Delftse Hout | |
| 64      | Stadsbus (Delft)      | Delft, Station             | Tanthof                                      | De Hoven Passage, Voorhof | |
| 69      | Stadsbus (Delft)      | Delft, Station             | Technopolis                                  | Zuidpoort, TU Delft | Rijdt niet in het weekend.                                                                                                   |
| 70      | Stadsbus (Zoetermeer) | Zoetermeer, Centrum-West   | Noordhove                                    | HagaZiekenhuis Zoetermeer | |
| 71      | Stadsbus (Zoetermeer) | Zoetermeer, Centrum-West   | Zoetermeer, Station Lansingerland-Zoetermeer | Station, Rokkeveen | |
| 144     | Snelbus               | Den Haag, Centraal Station | Wassenaar, Park Duinrell                     | Wassenaar Van Oldenbarneveltweg | Rijdt alleen in de maanden juli en augustus.                                                                                 |
| 284     | Buurtbus Pijnacker    | Den Haag, Station Ypenburg | Delfgauw, Kerkelijk Centrum                  | Nootdorp, Pijnacker | Rijdt niet 's avonds en in het weekend.                                                                                      |
| 455     | R-net                 | Zoetermeer, Centrum-West   | 's-Gravenzande, De Brug                      | Station Zoetermeer, Pijnacker, Delfgauw, TU Delft, Delft Zuidpoort, Station Delft, Den Hoorn, De Lier, Naaldwijk | |
| 456     | R-net                 | Den Haag, Leyenburg        | Schiedam, Station Centrum                    | Poeldijk, Honselersdijk, Naaldwijk, Maasland Viaduct | De eerste rit richting Schiedam start bij de Dynamostraat en de eerste rit richting Den Haag start bij Rotterdam Slinge.     |
| 825     | Veilinglijn           | Spijkenisse                | Honselersdijk, FloraHolland                  | Hoogvliet, Vlaardingen Holy | Rijdt 1x per dag en alleen richting Honselersdijk. Wordt door personeel en materieel van Voorne-Putten en Rozenburg gereden. |
| 826     | Veilinglijn           | Schiedam, Station Centrum  | Honselersdijk, FloraHolland                  | Vlaardingen, Maasland Viaduct, Maassluis | Rijdt 1x per dag en alleen richting Honselersdijk.                                                                           |
| 827     | Veilinglijn           | Den Haag, Broeksloot       | Honselersdijk, FloraHolland                  | Station Den Haag Moerwijk | Rijdt 1x per dag en alleen richting Honselersdijk.                                                                           |
| 901     | Delfthopper (belbus)  | Delft, Station             | Buitenhof/Binnenstad/Den Hoorn/'t Haantje    | | |

### IJssel-Vecht

#### Stadsdienst Apeldoorn
| Lijnnr. | Van                 | Naar                 | Via                                                                               | Opmerkingen                                                                     |
| ------- | ------------------- | -------------------- | --------------------------------------------------------------------------------- | ------------------------------------------------------------------------------- |
| 1       | Apeldoorn, Station  | Apeldoorn, Station   | Centrum → Driehuizen → Orden (→ Apenheul) → Rijkskantoren → Sprengenbos → Centrum | Ringlijn in één richting, tegengesteld aan lijn 12.                             |
| 2       | Apeldoorn, Station  | Zuidbroek            | Centrum, Zevenhuizen, De Mheen, Sprenkelaar, Anklaar                              |                                                                                 |
| 3       | Apeldoorn, Station  | Matenhoeve           | Welgelegen, De Eglantier, Matendonk                                               |                                                                                 |
| 4       | Apeldoorn, Station  | Matenhoeve           | Welgelegen, Matendreef, Matenveld                                                 |                                                                                 |
| 8       | Apeldoorn, Station  | Zuidbroek            | Centrum, Zevenhuizen, Sluisoord, Anklaar                                          |                                                                                 |
| 10      | Apeldoorn, Station  | Apeldoorn, Station   | Centrum → Malkenschoten → Rivierenkwartier → Staatsliedenkwartier → Welgelegen    | Rijdt niet in het weekend.                                                      |
| 11      | Apeldoorn, Station  | Gelre Ziekenhuis     | Welgelegen, Staatsliedenkwartier, Westenenk                                       |                                                                                 |
| 12      | Apeldoorn, Station  | Apeldoorn, Station   | Centrum → Sprengenbos → Rijkskantoren → Orden → Driehuizen → Centrum              | Ringlijn in één richting, tegengesteld aan lijn 1.                              |
| 13      | Apeldoorn, Station  | Kerschoten           | Centrum, De Parken                                                                | Rijdt na circa 20:00 als ReserveerRRReis.                                       |
| 14      | Apeldoorn, Station  | Kerschoten           | Centrum, De Vlijt                                                                 | Rijdt niet in het weekend.                                                      |
| 15      | Apeldoorn, Station  | Twello, Gemeentehuis | Centrum, Zevenhuizen, Osseveld, Teuge, Station Twello                             | Rijdt doordeweeks na circa 20:00 en in het weekend als ReserveerRRReis.         |
| 16      | Apeldoorn, Station  | Woudhuis             | Welgelegen, Osseveld                                                              | Rijdt na circa 20:00 als ReserveerRRReis.                                       |
| 17      | Apeldoorn, Woudhuis | Stadhoudersmolen     | Osseveld, Anklaar, Kerschoten                                                     | Alle ritten rijden als ReserveerRRReis. Rijdt niet 's avonds en in het weekend. |
| 21      | Apeldoorn, Station  | Apenheul             | Centrum → Sprengenbos → Rijkskantoren                                             |                                                                                 |

#### Stadsdienst Deventer
| Lijnnr. | Van               | Naar                          | Via                                                                                     | Opmerkingen |
| ------- | ----------------- | ----------------------------- | --------------------------------------------------------------------------------------- | --- |
| 1       | Deventer, Station | De Vijfhoek                   | Snippeling, Blauwenoord, Colmschate                                                     | Is bij De Vijfhoek gekoppeld aan lijn 5. |
| 2       | Deventer, Station | Platvoet                      | Keizerslanden, Borgele                                                                  | Is bij Platvoet gekoppeld aan lijn 3. |
| 3       | Deventer, Station | Platvoet                      | Zwolse Wijk, Zandweerd                                                                  | Is bij Platvoet gekoppeld aan lijn 2. |
| 4       | Deventer, Station | Schalkhaar, Garderegimentsweg | Stadion                                                                                 | |
| 5       | Deventer, Station | De Vijfhoek                   | Stadion, Ziekenhuis                                                                     | Is bij De Vijfhoek gekoppeld aan lijn 1. |
| 6       | Deventer, Station | Colmschate                    | Rivierenwijk, Snippeling, Het Bramelt, Handelspark, Colmschate Zuid, Station Colmschate | |
| 7       | Deventer, Station | Deventer, Station             | Bergweide, Hanzepark, Kloosterlanden, Snippeling                                        | Tot circa 12:00 uur wordt via Sallcon en de Keulenstraat terug naar het station gereden en na circa 12:00 uur wordt de route in de omgekeerde richting gereden. Rijdt niet 's avonds en in het weekend. |
| 8       | Deventer, Station | Bedrijvenpark A1              | Snippeling, Het Bramelt                                                                 | Rijdt niet 's avonds en in het weekend. |

#### Stadsdienst Harderwijk
| Lijnnr. | Van                 | Naar                | Via                                          | Opmerkingen                                                             |
| ------- | ------------------- | ------------------- | -------------------------------------------- | ----------------------------------------------------------------------- |
| 1       | Harderwijk, Station | Harderwijk, Station | Centrum → Zeebuurt → Frankrijk → Stadsdennen | Rijdt doordeweeks na circa 20:00 en in het weekend als ReserveerRRReis. |

#### Stadsdienst Lelystad
| Lijnnr. | Van                       | Naar                      | Via                                                           | Opmerkingen |
| ------- | ------------------------- | ------------------------- | ------------------------------------------------------------- | --- |
| 1       | Lelystad, Station Centrum | Haven                     | Tjalk, Botter, Schoener, Noordersluis                         | |
| 2       | Lelystad, Station Centrum | Kustwijk                  | Gondel, Punter, Jol                                           | |
| 3       | Lelystad, Station Centrum | Batavia Stad              | Karveel, Boeier                                               | |
| 4       | Lelystad, Station Centrum | Lelystad, Station Centrum | Zuiderzeewijk, Lelycentre                                     | |
| 5       | Lelystad, Station Centrum | Lelystad, Station Centrum | Lelycentre → Atolwijk → Archipel                              | |
| 6       | Lelystad, Station Centrum | Lelystad, Station Centrum | Ziekenhuis → Waterwijk → De Landerijen → Boswijk → Ziekenhuis | Ringlijn in één richting, tegengesteld aan lijn 16. |
| 7       | Lelystad, Station Centrum | Lelystad Airport          | Ziekenhuis, Waterwijk, De Landerijen, Larserpoort             | |
| 8       | Lelystad, Station Centrum | Hollandse Hout            | De Rietlanden, Landstrekenwijk, Warande                       | De gehele week rijden de ritten voor 9:00 uur richting Hollandse Hout via de halte Penitentiaire Inrichting. |
| 9       | Lelystad, Station Centrum | Lelystad, Station Centrum | Parkhaven → Golfresort → Jagersveld                           | Is te Station Lelystad Centrum gekoppeld aan lijn 10. Rijdt niet na 20:00 en op zondag. |
| 10      | Lelystad, Station Centrum | Bio Science Center        | Oostrandpark, Buitenhof                                       | Is te Station Lelystad Centrum gekoppeld aan lijn 9. De halte Buitenhof wordt voor circa 12:00 uur uitsluitend richting Lelystad Station Centrum bediend en na circa 12:00 uur in de omgekeerde richting. Doordeweeks na circa 18:00 uur en op zaterdag de gehele dag wordt niet gereden tussen de haltes Buitenhof en Runderweg. Rijdt niet na 20:00 en op zondag. |
| 11      | Lelystad, Station Centrum | Haven                     | Visarenddreef                                                 | |
| 16      | Lelystad, Station Centrum | Lelystad, Station Centrum | Ziekenhuis → Boswijk → De Landerijen → Waterwijk → Ziekenhuis | Ringlijn in één richting, tegengesteld aan lijn 6. |

#### Stadsdienst Kampen
| Lijnnr. | Van             | Naar            | Via                                        | Opmerkingen                                                     |
| ------- | --------------- | --------------- | ------------------------------------------ | --------------------------------------------------------------- |
| 11      | Kampen, Station | Kampen, Station | Centrum → Flevowijk → Hagenbroek → Centrum | Rijdt na 22:00 doordeweeks, op zaterdagavond en op zondag niet. |

#### Stadsdienst Zwolle
| Lijnnr. | Van             | Naar               | Via                                                        | Opmerkingen |
| ------- | --------------- | ------------------ | ---------------------------------------------------------- | --- |
| 1       | Zwolle, Station | Station Stadshagen | Centrum, Deltion Campus, Holtenbroek                       | |
| 2       | Zwolle, Station | Aa-landen          | Centrum, Holtenbroek                                       | Is te Aa-landen gekoppeld aan lijn 4. |
| 3       | Zwolle, Station | Hessenpoort        | Centrum, Wipstrik, Berkum                                  | Rijdt doordeweeks na circa 20:00 en in het weekend als ReserveerRRReis tussen station Zwolle en Winkelcentrum Berkum.                                                                                                   |
| 4       | Zwolle, Station | Aa-landen          | Centrum, Diezerpoort                                       | Is te Aa-landen gekoppeld aan lijn 2. |
| 5       | Zwolle, Station | Westenholte        | Centrum                                                    | Rijdt na circa 20:00 als ReserveerRRReis. |
| 6       | Zwolle, Station | Ittersumerbroek    | Schellerlanden, Oldenelerlanden, Ittersumerlanden          | |
| 7       | Zwolle, Station | Stadion            | Assendorp, Oosterenk, Isala Ziekenhuis                     | Voor 12:00 uur wordt via het Isala Ziekenhuis naar het Stadion gereden en na 12:00 uur wordt direct naar het Stadion gereden om daarna via het Isala Ziekenhuis terug te keren. Rijdt niet 's avonds en in het weekend. |
| 8       | Zwolle, Station | Ittersumerbroek    | Gerenlanden, Ittersumerlanden, Oldenelerbroek              | |
| 9       | Zwolle, Station | Deltion Campus     | Centrum                                                    | Rijdt niet 's avonds, tijdens schoolvakanties en in het weekend. |
| 10      | Zwolle, Station | Aa-landen          | Centrum, Holtenbroek                                       | |
| 11      | Zwolle, Station | Stadshagen         | Assendorp, Oosterenk, Stadion, Deltion Campus, Holtenbroek | Rijdt doordeweeks na circa 20:00 en in het weekend als ReserveerRRReis. |
| 12      | Zwolle, Station | Zwartewaterallee   | Centrum                                                    | Rijdt alleen tijdens de spits. |
| 13      | Zwolle, Station | Aa-landen          | Centrum, Diezerpoort                                       | |

#### ComfortRRReis
| Lijnnr. | Van                | Naar                     | Via                                                  | Opmerkingen |
| ------- | ------------------ | ------------------------ | ---------------------------------------------------- | ----------- |
| 301     | Zwolle, Station    | Dedemsvaart, De Magnolia | Ruitenveen, Nieuwleusen, Balkbrug                    |             |
| 304     | Apeldoorn, Station | Zwolle, Station          | Wenum, Vaassen, Emst, Epe, Heerde, Wapenveld, Hattem |             |
| 305     | Nunspeet, Station  | Zwolle, Station          | Doornspijk, Elburg, Oldebroek, Wezep, Hattemerbroek  |             |

#### SnelRRReis
| Lijnnr. | Van                       | Naar                      | Via                                                           | Opmerkingen                                                        |
| ------- | ------------------------- | ------------------------- | ------------------------------------------------------------- | ------------------------------------------------------------------ |
| 201     | Apeldoorn, Station        | Zwolle, Station           | A50                                                           | Rijdt niet 's avonds en in het weekend.                            |
| 206     | Apeldoorn, Station        | Harderwijk, Station       | Nieuw-Milligen, Uddel                                         | Rijdt niet 's avonds en in het weekend.                            |
| 207     | Harderwijk, Station       | Lelystad, Station Centrum | Harderhaven, Zeewolde                                         |                                                                    |
| 210     | Apeldoorn, Station        | Zwolle, Station           | Epe, Heerde                                                   | Rijdt niet 's avonds en in het weekend.                            |
| 214     | Lelystad, Station Centrum | Steenwijk, Station        | Nagele, Emmeloord, Marknesse, Blokzijl, Wetering, Scheerwolde | Beperkt tussen Emmeloord en Steenwijk.                             |
| 215     | Kampen, Station Zuid      | Urk, Singel               | Nagele                                                        | Rijdt niet 's avonds en in het weekend.                            |
| 216     | Harderwijk, Station       | Almere, Station Centrum   | Harderhaven, Zeewolde, Almere Hout                            | Binnen Almere Stad geen lokaal vervoer, rijdt niet in het weekend. |
| 217     | Zwolle, Station           | Dedemsvaart, Zwiersstraat | Lichtmis, Nieuwleusen, Balkbrug                               | Rijdt niet 's avonds en in het weekend.                            |
| 218     | Lelystad, Station Centrum | Urk, Singel               | Nagele                                                        | Rijdt niet 's avonds en in het weekend.                            |

#### Streeklijnen
| Lijnnr. | Van                     | Naar                                              | Via | Opmerkingen |
| ------- | ----------------------- | ------------------------------------------------- | --- | --- |
| 30      | Hardenberg, Station     | Hoogeveen, Station                                | Heemserveen, Lutten, Slagharen, Kerkenveld, Zuideropgaande, Hollandscheveld                                       | Rijdt niet in de weekendavonden.                                                                                     |
| 40      | Zwolle, Station         | Meppel, Station                                   | Lichtmis, Rouveen, Staphorst                                                                                      | Rijdt niet op zondag.                                                                                                |
| 70      | Zwartsluis, Busstation  | Oldemarkt, Koningin Julianaweg                    | Belt-Schutsloot, Blauwe Hand, Giethoorn, Steenwijk, Tuk, Thij, Steenwijkerwold, Willemsoord, De Blesse, Blesdijke | Rijdt niet 's avonds.                                                                                                |
| 71      | Zwolle, Station         | Emmeloord, Busstation                             | Hasselt, Zwartsluis, Sint Jansklooster, Vollenhove, Marknesse, Kraggenburg                                        | |
| 74      | Hasselt, Centrum        | Kampen, Station Zuid                              | Genemuiden, Kamperzeedijk, Grafhorst, IJsselmuiden                                                                | Rijdt niet op zondag.                                                                                                |
| 76      | Marknesse, Busstation   | Oldemarkt, Koningin Julianaweg                    | Luttelgeest, Kuinre, Ossenzijl                                                                                    | Alle ritten rijden als ReserveerRRReis (m.u.v. één ochtendspitsrit).                                                 |
| 77      | Emmeloord, Busstation   | Lemmer, Busstation                                | Espel, Creil, Rutten                                                                                              | Rijdt niet 's avonds en in het weekend                                                                               |
| 101     | Harderwijk, Station     | Amersfoort, Centraal Station                      | Ermelo, Putten, Nijkerk                                                                                           | Rijdt doordeweeks na circa 21:00 en in het weekend als ReserveerRRReis.                                              |
| 102     | Apeldoorn, Station      | Amersfoort, Centraal Station                      | Hoog Soeren, Nieuw-Milligen, Wittenberg, Voorthuizen, Terschuur, Zwartebroek, Hoevelaken                          | Rijdt doordeweeks na circa 20:00 en in het weekend als ReserveerRRReis.                                              |
| 104     | Harderwijk, Station     | Barneveld, Station Centrum                        | Leuvenum, Staverden, Elspeet, Uddel, Garderen, Wittenberg, Stroe, Kootwijkerbroek                                 | Rijdt doordeweeks na circa 20:00 en in het weekend als ReserveerRRReis.                                              |
| 111     | Harderwijk, Station     | Nunspeet, Centrum                                 | Hierden, Hulshorst                                                                                                | Rijdt van maandag tot en met zaterdag na circa 20:00 en op zondag de hele dag als ReserveerRRReis.                   |
| 112     | Apeldoorn, Station      | Nunspeet, Centrum                                 | Hoog Soeren, Nieuw-Milligen, Uddel, Elspeet, Vierhouten, Station Nunspeet                                         | Rijdt van maandag tot en met zaterdag na circa 20:00 en op zondag de hele dag als ReserveerRRReis.                   |
| 114     | Harderwijk, Station     | Barneveld, Station Centrum                        | Ermelo, Putten, Huinen, Voorthuizen                                                                               | |
| 129     | Dedemsvaart, Busstation | Slagharen, Centrum (- Coevorden, Station)         | Lutten, Slagharen, (De Krim)                                                                                      | Rijdt niet 's avonds en in het weekend. Het traject Slagharen - Coevorden wordt uitsluitend bediend in de spitsuren. |
| 141     | Kampen, Station         | Urk, Singel                                       | Kampereiland, Ens, Emmeloord, Tollebeek                                                                           | |
| 142     | Harderwijk, Station     | Amersfoort, Station Vathorst                      | Harderhaven, Zeewolde, Nijkerk                                                                                    | Rijdt niet in het weekend.                                                                                           |
| 143     | Kampen, Station         | Lelystad, Station Centrum                         | Dronten, Swifterbant                                                                                              | Rijdt niet op zondagavond.                                                                                           |
| 144     | Harderwijk, Station     | Zeewolde, Langezand                               | Harderhaven | Rijdt alleen in het weekend.                                                                                         |
| 146     | Dronten, Station        | Emmeloord Busstation (/Kuinre, Burchtstraat)      | Swifterbant, Nagele, Emmeloord, (Luttelgeest)                                                                     | Rijdt niet in het weekend. Het traject Emmeloord - Kuinre wordt uitsluitend bediend in de spitsuren.                 |
| 147     | Harderwijk, Station     | Barneveld, Station Centrum                        | Biddinghuizen, Harderhaven                                                                                        | |
| 150     | Almere, Station Centrum | Zeewolde, Mast                                    | Almere Hout, De Eemhof                                                                                            | Binnen Almere Stad geen lokaal vervoer.                                                                              |
| 160     | Deventer, Station       | Bathmen, Schipbeeksweg                            | | |
| 161     | Hasselt, Centrum        | Deventer, Station                                 | Genne, Zwolle, Windesheim, Wijhe, Den Nul, Olst (Centrum)/(Station), Boskamp, Diepenveen                          | Rijdt niet 's avonds en in het weekend.                                                                              |
| 165     | Raalte, Station         | Deventer, Station                                 | Pleegste, Wesepe, Schalkhaar                                                                                      | |
| 166     | Zwolle, Hessenpoort     | Raalte, Station                                   | Wijthmen, Lenthe, Heino                                                                                           | Rijdt niet 's avonds en in het weekend.                                                                              |
| 167     | Zwolle, Hessenpoort     | Lemelerveld, Evenemententerrein                   | Wijthmen, Hoonhorst, Emmen, Dalfsen                                                                               | Rijdt niet 's avonds en in het weekend.                                                                              |
| 170     | 't Harde, Station       | Twello, Station                                   | Epe, Oene, Nijbroek, Terwolde                                                                                     | Alle ritten rijden als ReserveerRRReis.                                                                              |
| 171     | Zwolle, Station         | Vollenhove, Clarenberglaan/(Blokzijl, Busstation) | Hasselt, Zwartsluis, Vollenhove                                                                                   | Rijdt niet 's avonds en in het weekend. Het traject Vollenhove - Blokzijl wordt uitsluitend bediend in de spitsuren. |
| 174     | Zwolle, Station         | Genemuiden, 't TAG                                | | Rijdt niet 's avonds en in het weekend.                                                                              |
| 199     | Elburg, Molendorp       | Zwolle, Dokter Hengeveldweg                       | Oldebroek, Wezep                                                                                                  | Spitsbus |
| 247     | Harderwijk, Station     | Biddinghuizen, Walibi Holland                     | Harderhaven | Walibi Express |
| 270     | Steenwijk, Station      | Blauwe Hand                                       | Giethoorn | Giethoorn Express. Rijdt niet 's avonds.                                                                             |

#### BuurtRRReis
| Lijnnr. | Van                                  | Naar                            | Via | Opmerkingen |
| ------- | ------------------------------------ | ------------------------------- | --- | --- |
| 501     | Garderen, Bakkerstraat               | Horst, Groot Horloo             | Speuld, Drie, Ermelo (Station) | Rijdt niet 's avonds en op zondag. |
| 502     | Vorchten, Dorp                       | Wezep, Station                  | Veessen, Heerde | Op zaterdag wordt alleen tussen 9:30 en 12:00 uur en tussen 14:30 en 17:30 uur gereden. Rijdt niet 's avonds en op zondag. |
| 503     | Eerbeek, Landal Coldenhove           | Brummen, Centrum                | Station Brummen | Rijdt niet 's avonds en in het weekend. |
| 504     | Eerbeek, Boerhaavelaan               | Zutphen, Station                | Hall, Oeken, Voorstonden | Rijdt niet 's avonds en op zondag. |
| 506     | Twello, Station                      | Twello, Station                 | Wilp Achterhoek, Apeldoorn, Klarenbeek, Thermen Bussloo                                                                                                  | Is te Twello gekoppeld aan lijn 507. Lijn 508 rijdt dezelfde route in de andere richting. Op zaterdag wordt alleen van Klarenbeek Elsbosweg naar Twello gereden. In de avonduren en op zondag wordt als reserveerRRReis gereden tussen de haltes Thermen Bussloo en Twello Station.      |
| 507     | Twello, Station                      | Voorst, Station Voorst-Empe     | Posterenk, Wilp, Bussloo, Gietelo | Is te Twello gekoppeld aan lijnen 506 of 508. In de avonduren en op zondag wordt als reserveerRRReis gereden. |
| 508     | Twello, Station                      | Twello, Station                 | Wilp Achterhoek, Apeldoorn, Klarenbeek, Thermen Bussloo                                                                                                  | Is te Twello gekoppeld aan lijn 507. Lijn 506 rijdt dezelfde route in de andere richting. Op zaterdag wordt alleen van Twello naar Klarenbeek Elsbosweg gereden. In de avonduren en op zondag wordt als reserveerRRReis gereden tussen de haltes Twello Station en Thermen Bussloo.      |
| 509     | Barneveld, Station Centrum           | Nijkerk, Station                | Achterveld, Leusden, Hoevelaken, Nijkerkerveen | Rijdt niet 's avonds. Op zondag wordt als reserveerRRReis gereden tussen Barneveld en Leusden. |
| 510     | Apeldoorn, Station                   | Loenen, Voorsterweg             | Lieren, Oosterhuizen | Rijdt niet 's avonds en in het weekend. |
| 510     | Kampen, Station Zuid                 | Kampen, Station Zuid            | Het Onderdijks → Bovenbroek → Flevowijk | Rijdt niet 's avonds en op zondag. |
| 512     | Apeldoorn, Station                   | Apeldoorn, Station              | Centrum → Kerschoten → Berg en Bos → Sprengenbos → Centrum                                                                                               | Rijdt niet 's avonds en op zondag. |
| 513     | Harderwijk, Station                  | Ermelo, Smidsweg                | | Rijdt niet 's avonds en op zondag. |
| 514     | Wezep, Station                       | 't Harde, Station               | 't Loo, Oldebroek, Oosterwolde, Elburg | Rijdt niet 's avonds en in het weekend. |
| 515     | Zutphen, Station                     | Leuvenheim, Arnhemsestraat      | Brummen | Rijdt niet 's avonds en op zondag. |
| 516     | Olst, Station                        | Raalte, Station                 | Boskamp, Eikelhof, Wesepe, Heeten | Op vrijdag wordt in Olst niet via de halte Centrum gereden. Rijdt niet 's avonds en in het weekend. |
| 517     | Deventer, Station                    | Heeten, Centrum                 | | Rijdt niet 's avonds en in het weekend. |
| 518     | Raalte, Station                      | Lemelerveld, Evenemententerrein | Luttenberg | Rijdt niet 's avonds en in het weekend. In de ochtendspits buiten de schoolvakanties rijden twee versterkingsritten van Lemelerveld naar Raalte. |
| 519     | Apeldoorn, Station                   | Apeldoorn, Station              | Centrum → De Heeze → Westenenk → Gelre Ziekenhuis → Ugchelen → Westenenk → De Heeze → Centrum                                                            | Rijdt niet 's avonds en in het weekend. Op zaterdag valt rond het middaguur een gat van twee uur in de dienstregeling. |
| 521     | Dronten, Wijnvat                     | Dronten, Wijnvat                | De Gilden → Station → Oud-Dronten → De Fazant → De Landstreken → De Manage → Flevo Golfresort → De Landmaten → Centrum → Station → De Munten → De Gilden | Ringlijn in één richting, tegengesteld aan lijn 522. |
| 522     | Dronten, Wijnvat                     | Dronten, Wijnvat                | De Gilden → De Munten → Station → Centrum → De Landmaten → Flevo Golfresort → De Manage → De Landstreken → De Fazant → Oud-Dronten → Station → De Gilden | Ringlijn in één richting, tegengesteld aan lijn 521. |
| 523     | Zwolle, Winkelcentrum Zuid           | Heino, Station                  | Laag Zuthem, Lierderholthuis | Rijdt niet 's avonds en in het weekend. |
| 526     | Wilsum, Westenbergstraat             | Hattem, Centrum                 | IJsselmuiden, Kampen, De Zande, Zalk | Rijdt niet 's avonds en in het weekend. |
| 563     | Raalte, Station                      | Wijhe, Station                  | Broekland, Tongeren | Rijdt niet 's avonds en op zondag. |
| 568     | Dalfsen, Woonzorgcentrum Rosengaerde | Ommen, Haarsweg                 | Station Dalfsen, Rechteren, Hessum, Vilsteren | Rijdt niet 's avonds en in het weekend. |
| 569     | Ommen, Chevalleraustraat             | Lemelerveld, Evenemententerrein | Nieuwebrug, Lemele, Damsholte | Rijdt niet 's avonds en in het weekend. |
| 590     | Deventer, Station                    | Nieuw Heeten, 't Pleintie       | Lettele, Okkenbroek | Rijdt niet 's avonds en op zondag. |
| 591     | Dalfsen, Station                     | Nieuwleusen, Noorderpark        | Oudleusen | Rijdt niet 's avonds en op zondag. |
| 592     | IJhorst, Heerenweg                   | Meppel, Station                 | De Wijk | In de ochtendspits is er één rit die van Meppel niet via De Wijk naar IJhorst rijdt. In de ochtendspits rijden de eerste twee ritten naar IJhorst via Meppel Station en de eerste twee ritten naar Meppel rijden niet via de halte Verzorgingstehuis. Rijdt niet 's avonds en op zondag. |
| 597     | Hardenberg, Station                  | Beerzerveld, Café               | Bergentheim of Rheeze, Mariënberg, Beerze | De route wordt alternerend via Rheeze of Bergentheim gereden; beide routes worden ongeveer 1x/2 uur gereden. Aan het begin van de dag rijden twee directe ritten tussen Hardenberg en Beerzerveld, maar niet in de vakantieperioden. Rijdt niet 's avonds en op zondag.                  |
| 598     | Hardenberg, Gemeentehuis             | Bruinehaar, Driesprong          | Station Hardenberg, Bruchterveld, Ebbenbroek, Kloosterhaar                                                                                               | Rijdt niet 's avonds en op zondag. |
| 599     | Hardenberg, Station                  | De Krim, Hoofdweg               | Gramsbergen (Station), Ane | In de wintermaanden is er in de ochtendspits een extra vroege rit. Rijdt niet 's avonds en in het weekend. |

#### Scholierenlijnen
| Lijnnr. | Van                             | Naar                                  | Via | Opmerkingen |
| ------- | ------------------------------- | ------------------------------------- | --- | --- |
| 601     | Apeldoorn, Station              | Zwolle, Deltion Campus                | | In de ochtendspits buiten de vakanties rijden twee ritten van Apeldoorn naar Zwolle. |
| 602     | Epe, Klaarbeek                  | Zwolle, Deltion Campus                | | In de ochtendspits buiten de vakanties rijdt er een rit van Epe naar Zwolle. |
| 604     | Eerbeek, Centrum                | Zutphen, Station                      | Hall → Voorstonden                                                                                            | In de ochtendspits buiten de vakanties rijdt er een rit van Eerbeek naar Zutphen. |
| 612     | Lelystad, Haven                 | Lelystad, Herman Bekiusschool         | | In de ochtendspits rijdt één rit naar de Herman Bekiusschool. Vlak voor de middagspits rijdt één rit naar Lelystad Haven. |
| 619     | Apeldoorn, Imkersdreef          | Eerbeek, Coldenhovenseweg             | Loenen | Rijdt alleen doordeweeks tussen 6:30 en 9:30 uur en tussen 13:30 en 17:00 uur. |
| 625     | Zeewolde, De Verbeelding        | Amersfoort, GSG Arnhemseweg           | | In de ochtendspits rijden twee ritten van Zeewolde Kastanjelaan naar Amersfoort en in de middag rijdt een rit van Amersfoort naar Zeewolde De Verbeelding. |
| 629     | Dedemsvaart, Busstation         | Hardenberg, Station                   | Lutten → Heemserveen                                                                                          | In de ochtendspits rijdt één rit van Dedemsvaart naar Hardenberg. |
| 640     | Zwolle, Station                 | Staphorst, Gemeentehuis               | Lichtmis, (Rouveen)                                                                                           | In de ochtendspits rijden vier ritten van Staphorst naar Zwolle waarbij twee ritten een versnelde route rijden en in de middagspits rijden zes ritten van Zwolle naar Staphorst waarbij twee ritten een versnelde route rijden. |
| 641     | Zwolle, Campus                  | Urk, Vlaak                            | 's-Heerenbroek, Wilsum, IJsselmuiden, Kampen, Kampereiland, Ens, Emmeloord, Tollebeek                         | In de ochtendspits wordt er van Urk Vlaak naar Zwolle gereden en in de middag vanaf circa 14:00 uur van Zwolle naar Urk Rotholm. |
| 646     | Dronten, Station                | Dronten, Aeres Hogeschool             | | Rijdt alleen doordeweeks tussen 8:00 en 10:00 uur. |
| 650     | Wekerom, Kruispunt              | Apeldoorn, Jacobus Fruytierschool     | Harskamp, Stroe, Wittenberg, Nieuw-Milligen                                                                   | In de ochtendspits rijdt één rit van Wekerom naar Apeldoorn en in de middagspits rijdt één rit van Apeldoorn naar Wekerom. |
| 651     | Ede, Station Ede-Wageningen     | Apeldoorn, Erasmusstraat              | Wekerom, Harskamp, (Stroe, ← Wittenberg ←), Nieuw-Milligen                                                    | In de ochtendspits rijdt één rit van Ede naar Apeldoorn. Rond het middaguur rijdt één rit van Apeldoorn naar station Ede-Wageningen. Rond het middaguur rijdt een rit van Apeldoorn naar Ede. Vervolgens rijden met uitzondering van vrijdag nog twee ritten van Apeldoorn naar station Ede-Wageningen, maar deze stoppen niet bij de haltes in Wittenberg en Stroe. Op vrijdagmiddag rijden twee in plaats van drie ritten. |
| 652     | Wekerom, Kruispunt              | Apeldoorn, Jacobus Fruytierschool     | Harskamp, Otterlo                                                                                             | In de ochtendspits wordt naar Apeldoorn gereden en in de middagspits naar Wekerom. Van maandag tot en met donderdag rijdt in de middag een tweede rit van Apeldoorn naar Wekerom. |
| 653     | Renkum Telefoonweg              | Apeldoorn, Jacobus Fruytierschool     | Wageningen, Bennekom, Ede, Otterlo                                                                            | In de ochtendspits wordt naar Apeldoorn gereden en in de middagspits naar Renkum. Van maandag tot en met donderdag rijdt in de middag een tweede rit van Apeldoorn naar Renkum. |
| 654     | Ermelo, Station                 | Apeldoorn, Jacobus Fruytierschool     | Leuvenum, Staverden, Elspeet, Uddel, Nieuw-Milligen, Hoog Soeren                                              | In de ochtendspits wordt naar Apeldoorn gereden en in de middagspits naar Ermelo. Van maandag tot en met donderdag rijdt in de middag een tweede rit van Apeldoorn naar Ermelo. |
| 657     | Barneveld, Station Centrum      | Apeldoorn, Jacobus Fruytierschool     | Kootwijkerbroek, Stroe                                                                                        | In de ochtendspits wordt naar Apeldoorn gereden en in de middagspits naar Barneveld. Van maandag tot en met donderdag rijdt in de middag een tweede rit van Apeldoorn naar Barneveld. |
| 658     | Nunspeet, Vreeweg               | Apeldoorn, Erasmusstraat              | Station Nunspeet, Elspeet, Uddel, Hoog Soeren                                                                 | In de ochtendspits wordt naar Apeldoorn gereden en in de middagspits naar Nunspeet. Van maandag tot en met donderdag rijdt in de middag een tweede rit van Apeldoorn naar Nunspeet. |
| 659     | Lunteren, De Wormshoef          | Apeldoorn, Jacobus Fruytierschool     | Meulunteren, De Valk, Wekerom, Harskamp, Nieuw-Milligen, Hoog Soeren                                          | In de ochtendspits wordt naar Apeldoorn gereden en in de middagspits naar Lunteren. Van maandag tot en met donderdag rijdt in de middag een tweede rit van Apeldoorn naar Lunteren. |
| 660     | Deventer, Station               | Holten, De Waerdenborch               | Bathmen, Dijkerhoek                                                                                           | In de ochtendspits rijden twee ritten van Deventer naar Holten. In de middag rijden drie ritten van Holten naar Deventer. |
| 663     | Lelystad, Station Centrum       | Kampen, GSG Pieter Zandt              | Dronten | In de ochtendspits rijdt één rit naar Kampen en in de middagspits rijdt één rit naar Lelystad. |
| 664     | Lemelerveld, Evenemententerrein | Zwolle, Rieteweg                      | Raalte → Heino → Lenthe → Wijthmen                                                                            | In de ochtendspits rijdt er één rit van Lemelerveld naar Zwolle. |
| 668     | Zwolle, Rommeweg                | Herfte, School De Ambelt              | | In de ochtendspits wordt naar Herfte gereden en in de middagspits naar Zwolle. Van maandag tot en met donderdag rijdt in de middag een tweede rit van Herfte naar Zwolle. |
| 669     | Balkbrug, Centrum               | Ommen, Guido de Bresschool            | | In zowel de ochtendspits als rond het middaguur rijdt een rit in beide richtingen. Van maandag tot en met donderdag rijdt er bovendien een retourrit in de middagspits. |
| 673     | Kampen, GSG Pieter Zandt,       | Staphorst, Redder                     | [ Hasselt, Lichtmis, Rouveen, Staphorst ]/[ Lichtmis, Staphorst, Hoogeveen, Noordscheschut, Hollandscheveld ] | In de ochtendspits rijdt een rit van Staphorst naar Kampen en een rit van Hoogeveen naar Kampen. In de middagspits rijdt een rit van Kampen naar Staphorst en een rit van Kampen naar Hollandscheveld. |
| 674     | Harderwijk, Station             | Amersfoort, Hoornbeeck/Van Lodenstein | Ermelo, Putten, Nijkerk                                                                                       | In de ochtendspits rijdt een rit van Harderwijk naar Amersfoort en in de middagspits rijdt een rit van Amersfoort naar Harderwijk. |
| 675     | Kuinre, Burchtstraat            | Emmeloord, Begraafplaats              | Luttelgeest → Marknesse                                                                                       | In de ochtendspits buiten de vakanties rijdt er een rit van Kuinre naar Emmeloord. |
| 676     | Elspeet, Centrum                | Amersfoort, Hoornbeeck/Van Lodenstein | Uddel, Garderen, Wittenberg, Voorthuizen, Terschuur, Hoevelaken                                               | In de ochtendspits rijdt één rit van Elspeet naar Amersfoort en in de ochtendspits rijdt één rit van Amersfoort naar Elspeet. |
| 679     | Meppel, Station                 | Vollenhove, Clarenberglaan            | Dinxterveen, Wanneperveen, Westeinde, Blauwe Hand, Sint Jansklooster                                          | In de ochtendspits rijden twee ritten in een uurdienst naar Meppel en in de middag rijden drie ritten in een uurdienst naar Vollenhove. |
| 681     | Kampen, GSG Pieter Zandt        | Urk, Ransuil                          | Nagele/Ens, Emmeloord, Tollebeek                                                                              | In de ochtendspits rijdt een rit van Urk Rotholm via Emmeloord naar Kampen, een rit van Urk Ransuil via Nagele naar Kampen een rit van Urk Rotholm via Nagele naar Kampen. In de middagspits rijdt een rit van Kampen via Nagele naar Urk Rotholm en een rit van Kampen via Emmeloord naar Urk Rotholm. |
| 685     | Nunspeet, Vreeweg               | Kampen, GSG Pieter Zandt              | Doornspijk, Elburg, Oldebroek                                                                                 | In de ochtendspits rijdt één rit van Nunspeet naar Kampen en in de middagspits rijdt één rit van Kampen naar Nunspeet. |
| 686     | Elburg, Molendrop               | Kampen, GSG Pieter Zandt              | Oldebroek | In de ochtendspits rijdt één rit van Elburg naar Kampen en in de middagspits rijdt één rit van Kampen naar Elburg. Deze lijn rijdt alleen in de periode tussen de herfst- en de meivakantie. |
| 687     | Barneveld, Station Centrum      | Nijkerk, Station                      | Appel, Driedorp                                                                                               | In de ochtendspits rijdt er één rit naar Nijkerk en twee ritten naar Barneveld. In middag rijden er drie ritten naar Nijkerk en twee ritten naar Barneveld. Er wordt alleen gedurende de winterperiode gereden. |